# Intervention (Arcade Fire)
Intervention is een nummer van de Canadese indierockband Arcade Fire uit 2007. Het is de derde single van hun tweede studioalbum Neon Bible.
Het nummer flopte in Arcade Fire's thuisland Canada, maar werd in Vlaanderen wel een klein succesje. Het behaalde de 11e positie in de Vlaamse Tipparade. Ondanks het gebrek aan hitnoteringen, zette het Amerikaanse muziekwebzine Pitchfork Media het nummer op de 271e plaats hun in lijst van "Top 500 songs of the 2000s".